# 신의석
신의석(1988년 10월 10일 ~ )은 가톨릭평화방송의 아나운서이다.

## 학력
- 국민대학교 국어국문학과 학사

## 경력
- 가톨릭평화방송 아나운서

## 수상
- 2014년 아나운서대상 장기범상 우리말 바른말상